# Kamimuria sikkimensis
Kamimuria sikkimensis és una espècie d'insecte pertanyent a la família dels pèrlids que es troba a Àsia: l'Índia.